# الشرطة العراقية
قوة الشرطة العراقية هي قوة الشرطة النظامية المسؤولة عن إنفاذ القانون المدني داخل العراق. عام 1921 تآلفت الحكومة العراقية حيث أصدرت وزارة الداخلية العراقية آمراً بتشكيل قوة من الشرطة وبذلك أول نواة للشرطة في العراق، في عام 1922 تم تاسيس مديرية الشرطة العامة بإدارة عراقية.

## التاريخ
بداية ظهور الشرطة في العراق بمفهومها الحالي أبان الحكم العثماني للبلاد، تمثلت بنظام الجندرمة وما يسمى بالشبانة وأغلبهم من المتطوعين المحليين تحت قيادة من ضباط الشرطة الأتراك.
وبعد الاحتلال البريطاني للعراق عام 1917 وبموجب بيان البوليس رقم (72) لسنة 1920 لغرض تنظيم وتحديد (واجبات وصلاحيات الشرطة) بعد إنشاء دولة العراق الحديثة آنذاك تشكلت مؤسسات البوليس التابعة للقيادة العسكرية المحتلة من عدد من ضباط الشرطة الهنود المتمرسين وشرطة ما يسمى (كونستابل) إضافة إلى مجندين محليين باسم (الليفي)، ضابطين عراقيين و92 مفوض (من الهنود) والعراقيين وغيرهم و71 موظفاً بريطانياً و22 ضابط بريطاني، وعين المقدم بريسكوت مفتشا عاما للشرطة آنذاك.
كان عام 1921 عندما تآلفت الحكومة العراقية حيث أصدرت وزارة الداخلية العراقية آمراً بتشكيل قوة من الشرطة وبذلك أول نواة للشرطة في العراق. وفي 9 كانون الثاني 1922 قامت الحكومة العراقية بتعيين أول مدير عام للشرطة (نوري السعيد) وحددت واجبات مدير الشرطة العام ومدراء شرطة الألوية ومسؤولياتهم أمام مدير الشرطة العام وحددت واجبات معاوني مديري الشرطة ومأموري المراكز ومفتش الشرطة العام وهيئة ضباط التفتيش التابعين له وعلاقاته بمدير الشرطة العام  ومديري شرطة الالوية. وفي نفس العام عين لأول مرة مدير شرطة لكل لواء من ألوية العراق مع عدد من المعاونين له وكان التعاون متواصل بين الضباط العراقيين والبريطانيين بشأن تدريب القوة وتعيين واجباتها وتحديد المسؤوليات حتى عام 1927 وتم تعيين عدد من العراقيين كضباط في الشرطة العراقية وبوشر بالاستغناء عن الضباط الإنكليز والهنود في هذا المرفق الحيوي في حياة المواطنين العراقيين وإحلال ضباط عراقيين بدلاً منهم في واجبات وخدمات الشرطة. ومنذ ذلك الوقت والشرطة العراقية تحتفل بهذا التاريخ كتأريخ تأسيس للشرطة العراقية.
وفي عام 1924 أصدرت وزارة الداخلية العراقية حينذاك تعليمات الشرطة لحين صدور أول قانون لخدمة الشرطة.
وبعد انعقاد معاهدة عام 1930 بين العراق وبريطانيا  انتقلت المسؤولية التنفيذية بكاملها إلى أيدي الضباط العراقيين وبقي عدد من الضباط  البريطانيين انحصرت أعمالهم في النواحي الاستشارية والتفتيشية. ما بين عام 1931- 1941 صدرت مجموعة قوانين منها ذيل الأصول لتغيير السلطات القانونية المخولة من  قبل الشرطة العراقية وفي التوقيف والتحقيق والتفتيش ونيابة  الادعاء العام.
في عام 1931 استحدث نظام فتح الدورات التدريبية المؤقتة للضباط -المعاونين  والمديرين - والتحق  المفوضون وضباط الصف وانخرط في تلك الدورات عدد غير قليل من خريجي كلية الحقوق  العراقية والمدرسة العراقية حيث تم الحصول على عدد من الضباط والعناصر ذوي الكفاءات الممتازة. عام 1932 أرسلت بعثات من الضباط في كل وجبة للتدريب في  كلية الشرطة البريطانية لرفع الكفاءة ودراسة شؤون إدارة الشرطة ومن بين الموفدين كان عبد الجبار فهمي.
اتجه راي الحكومة العراقية عام 1935 نحو احداث تشكيلات لقوات الدرك لاستخدامها في واجبات حفظ الأمن والنظام الداخلي، لأن قوات الشرطة لا يتسنى لها بسبب انشغالها في واجباتها الاعتيادية أن تستكمل التدريب على الاستخدام في الحركات الواسعة النطاق ولتفرغ قوات الجيش من جهة أخرى إلى أعمالها الأصلية في الاستعداد للدفاع الخارجي واستبعادها كلما امكن عن مهام قمع الاضطرابات الداخلية لأَنهُ يؤثر على مهامها العسكرية الاصلية، ويؤخرها عن إكمال تداريبها المختلفة ورفعت مذكرة التاسيس إلى مجلس الأمة في 15 آذار 1936. وصدر قانون الدرك رقم 62 لسنة 1936 ونشر بجريدة الوقائع العراقية برقم 1513 في 9\5\1936. وأصبحت قوات الدرك ترتبط بوزارة الداخلية، من جميع الوجوه، وتم تشكيل الدرك على وفق الاسس المتبعة في الجيش من حيث التشكيلات والتدريب. وترك أمر تحديد الواجبات إلى تعليمات تصدرها وزارة الداخلية. الا ان الواقع الفعلي افرز وجود تلكؤ في تنفيذ قانون الدرك رقم 62 لسنة 1936 حتى اواخر الاربعينيات. وبدء بتنفيذه من خلال تشكيلات قوة الشرطة السيارة وكان لها دور في اخماد عدد من الحوادث المخلة بالامن الداخلي، ومنها حوادث العشائر، ومنها حوادث الفيضان. اذن فقوة الدرك التي تاخر تشكيلها كثيرا تحولت بموجب قرار مجلس الوزراء في 5\8\1953 إلى قيادة قوات الدرك العام، قوة عسكرية للمحافظة على الأمن والنظام وتعقيب المجرمين، وتأتمر بأوامر وزير الداخلية.
في عام 1940 صدر  قانون خدمة الشرطة وانضباطها رقم 7 لسنة 1941 حيث الغي بيان البوليس رقم 72 لسنة  1920 ونظام البوليس العثماني النافذ والاحتفاظ بأحكام التعليمات سارية المفعول ثم صدر قانون خدمة الشرطة وانضباطها رقم 40 لسنة 1943 وصدر قانون تعديله رقم 61 لسنة 1950 وكان تعديله الثاني رقم 39 لسنة 1951 واشتمل على شروط التعيين ودرجات الضباط  والمفوضين وتثبيت الصنوف والدرجات والرواتب وشؤون التفتيش والدورات ونوط الشرطة والمكافآت والرتب والعلامات والأزياء والترفيع.
1944- 1953 صدرت مجموعة من الأنظمة تخص شؤون الشرطة وأدارتها وهي كما يلي:
أ - نظام مدرسة الشرطة العالية رقم 21 لسنة 1944
ب نظام تعيين رواتب أفراد الشرطة  وضباط الصف رقم 40 لسنة 1941 وتعديلاته
ج - نظام ترفيع ضباط الصف وأفراد الشرطة  رقم 39 لسنة 1941
د- نظام تفتيش الشرطة رقم 30 لسنة 1952
هـ - نظام نوط الشرطة  رقم 43 لسنة 1952
و- نظام المدرسة المتوسطة والابتدائية لتخريج ضباط الصف  وأفراد الشرطة رقم 24 لسنة 1953

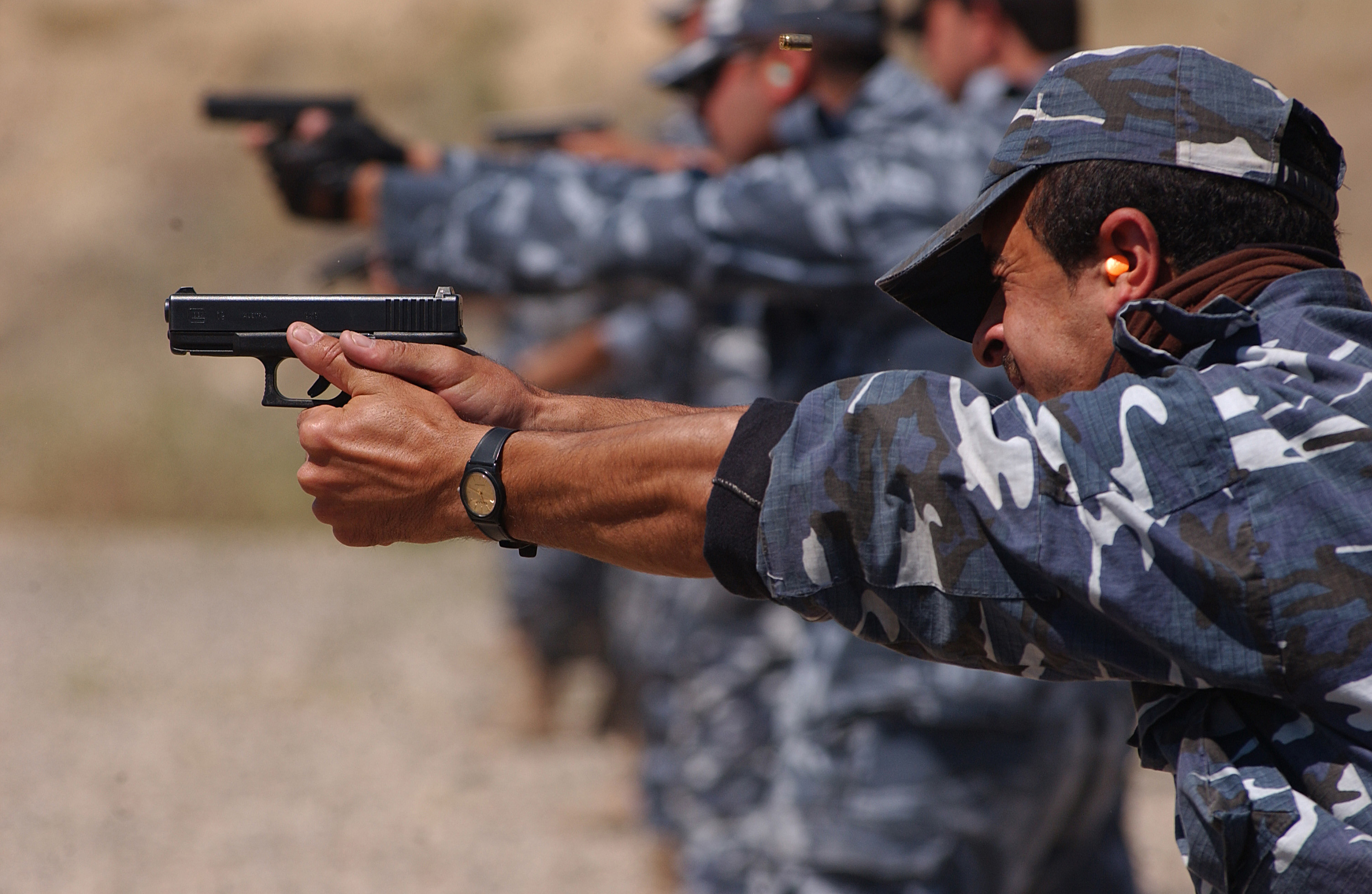

الواجبات التي أوكلت إلى الشرطة عند تشكيلها:
أ - إطاعة مأمور البوليس جميع الأوامر الصادرة  له بما اقتضى القانون من هيئة ذات صلاحية
ب - جمع الأخبار الماسة بالأمن العام  وتبليغها.
ج - منع ارتكاب الجرائم والأفعال المكدرة للسلام.
د - التحري عن المجرمين  وتقديمهم للعدالة.
هـ - القبض على جميع الأشخاص الذي يأذن القانون بالقبض عليهم.
استمرت مديرية الشرطة العامة كتشكيل رئيسي في حفظ الأمن العام العراقي وتتبع لها معظم التشكيلات الأمنية. ومن داخل المديرية الأم (مديرية الشرطة العامة) تفرعت المديريات العامة الأخرى وهي:
- مديرية الأمن العامة.
- مديرية الدفاع المدني العامة.
- مديرية المرور العامة.
- مديرية الجنسية العامة
- ومديرية النفوس العامة.
- كما أن مديرية الطب العدلي في بداية تشكيلها كانت جزءاً من مديرية الشرطة العامة.

في عام 1966 تم تأسيس كلية الشرطة العراقية والتي يتخرج منها ضباط الشرطة العراقيين.
استمرت مديرية الشرطة العامة بالتطور والتوسع عبر السنين في العهدين الملكي والجمهوري، وصدرت تشريعات كثيرة تخص الشرطة لعل أبرزها قانون خدمة الشرطة والامن والجنسية والمرور لعام 1968 والذي بديء في تطبيقه يوم 1 نيسان 1969.
في أعقاب غزو العراق عام 2003 أوكلت سلطة الائتلاف المؤقتة الشرطة العراقية مهمة تسيير الأمن داخل المدن ولم تعمد إلى حل القوة كما حدث مع الجيش العراقي بل دابت إلى إعادة هيكلة وتنظيم.

يتم استخدام الاختصار "IP" للإشارة إلى الشرطة العراقية، في حين أن حروف الأولية "قوى الأمن الداخلي" وعادة ما يستخدم للإشارة إلى "قوات الأمن العراقية" أوسع نطاقا".

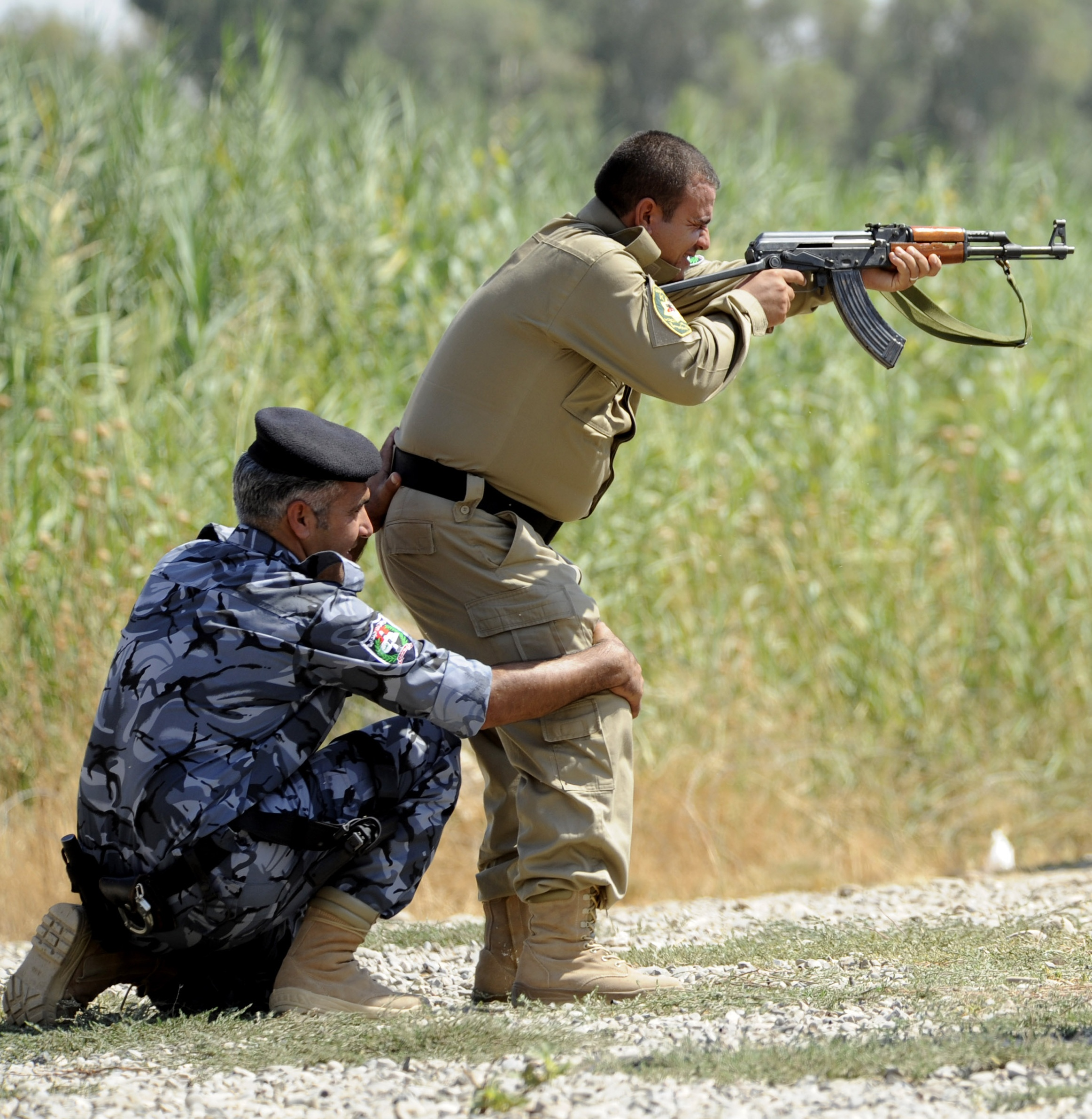
ضابط في الشرطة العراقية تلقي تدريب على السلاح

## التنظيم والرقابة

### الشرطة العراقية
جهاز الشرطة العراقية هي القوة النظامية التي أوكلت إليها مهمة تسيير دوريات الأمن في كافة مدن العراق والاستجابة للحوادث هناك، والتعامل مع كافة الخروقات الأمنية داخل المدن.

### الشرطة الاتحادية
الشرطة الاتحادية هي منظمة عسكرية تهدف إلى سد الفجوة بين الشرطة والجيش. فإنه يستجيب للحوادث التي تتجاوز قدرات IPS، ولكنها ليست خطيرة بما يكفي لإشراك الجيش العراقي في حوادث المحلية، وFP يمكن أن يسمى من قبل في IPS إذا كان الوضع يزداد خطرا جدا بالنسبة لهم للتعامل وحدها. وFP نشأت باسم الشرطة الخاصة (SP) في 15 أغسطس 2004 باسم الشرطة الخاصة لتوفير القدرة على الاستجابة السريعة الوطنية لمواجهة التمرد المسلح والعصيان المدني على نطاق واسع وأعمال الشغب. تم تغيير الاسم إلى الشرطة الوطنية العراقية (NP) 30 مارس 2006. في 1 أغسطس 2009، وسميت NP باسم الشرطة الاتحادية.

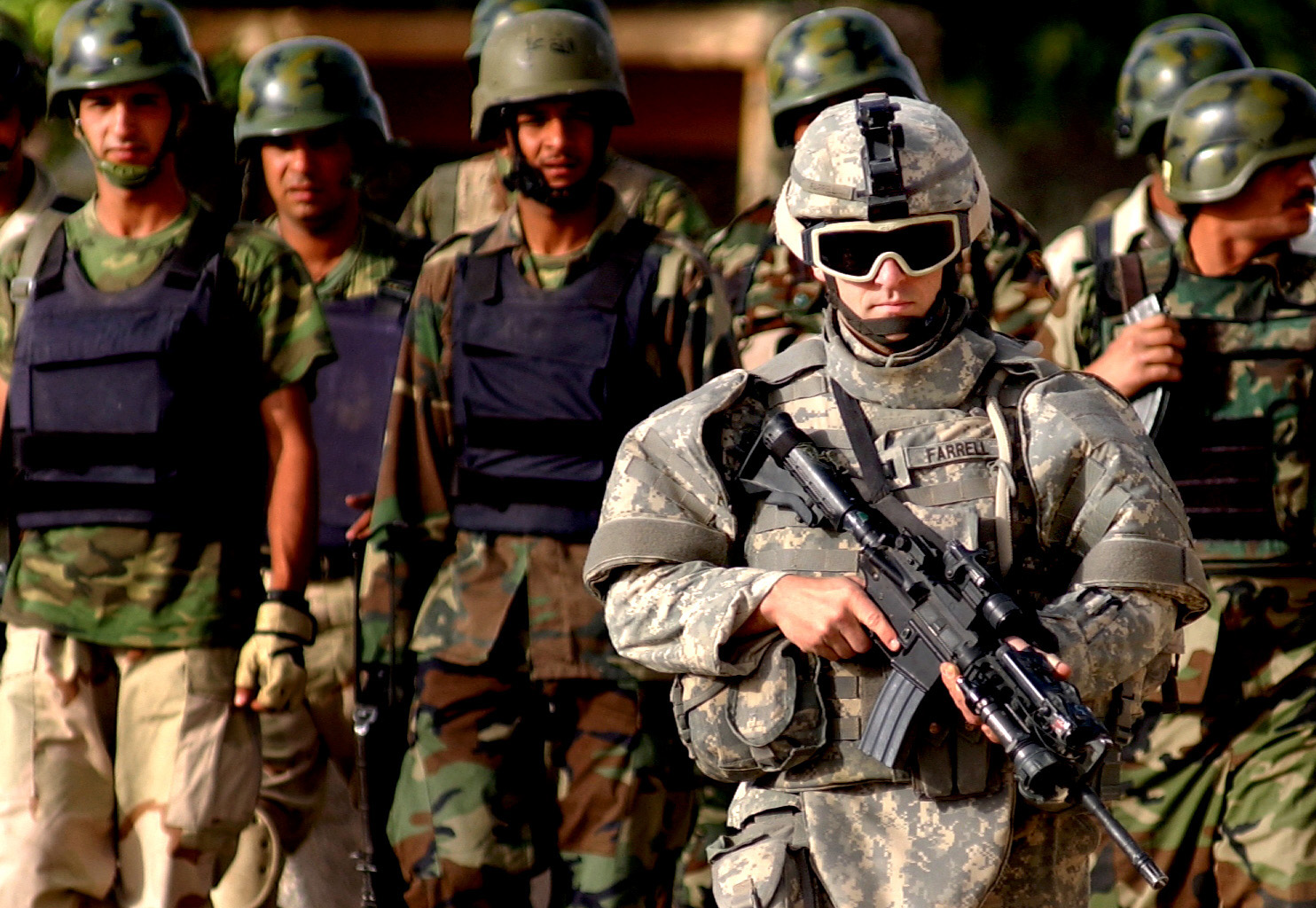
الشرطة الاتحادية العراقية في التدريب.

### قوات الدعم
تتكون قوات الدعم من المنظمات الداعمة المتبقية، في المقام الأول دائرة تأمين الحدود المكلفة بتأمين الحدود العراقية والموانئ، ومصلحة السجون العراقي الذي يحافظ على النظام في السجون. وقوة حماية المنشأت (FBS) لحماية المنشآت مسؤولة عن حماية المباني المملوكة من قبل الحكومة العراقية.

### الرد السريع
فرقة الرد السريع إحدى قوات النخبة العراقية ضمن تشكيلات وزارة الداخلية والتي تعتبر من أساسياتها الدفاع عن الدين والأرض والعرض، لأنها من أساسيات الشرع وواجب وطني وقضية وطن ودرء كل ما يسيء إليه، فضلا عن الاعتقاد بالعقيدة العسكرية والتضحية بالغالي والنفيس من أجل الدفاع عن تربة بلدنا العزيز وشعبنا الكريم.

### مديرية شرطة حماية الأثار والتراث
تعتبر مديرية شرطة حماية الأثار والتراث إحدى دوائر وزارة الداخلية التنفيذية ومن أجهزتها الاختصاصية معنية بمتابعة تأمين الحماية للمتاحف والمواقع الأثرية والتراثية والحد من السرقة وتهريب الأثار وإحالة مرتكبيها إلى القضاء وتأمين حماية بعثات التنقيب المحلية والدولية ورفع التجاوزات التي تقع على المواقع الأثرية والتراثية بالتنسيق مع الجهات ذات العلاقة (الهيئة العامة للأثار والتراث) من خلال انفتاح أقسامها ضمن مديريات شرطة المحافظات ما عدا أقليم كردستان.

### مكافحة الإرهاب والجريمة المنظمة
تقوم المديرية بالتحقيق في جميع الجرائم الارهابية والجرائم المنظمة وكشفها والقبض على مرتكبيها وجمع الادلة ضدهم بغية احالتهم إلى المحاكم المختصة وتعمل المديرية على تنفيذ احكام قانون مكافحة الإرهاب والقوانين ذات الصلة بعمل المديرية وفق معايير حقوق الإنسان.

### مديرية حماية الأسرة والطفل
انسجاماً مع حقوق الأسرة وخاصة المرأة والطفل التي كفلها الدســــتور العراقــــــي النافذ لسـنة 2005 فـي المـواد (15,14, 30,29) والمواد الأخرى والتي تعتبر الأسرة أساس المجتمع  وتحافظ الدولة على كيانها وقيمتها الدينية والأخلاقية وتعطي الفرد الحق في الحياة والأمن والحرية وتمنع كافة إشكال العنف والتعسف والتميز بكل إشكاله  وتماشياً مع المعاهدات والاتفاقات التي انظم العراق إليها والتي تتعلق بهذا الشأن ولخصوصية الأسرة والمرأة والطفل وبما يتلائم مع حقوق الإنسان والمعايير والمواثيق الدولية بهذا الخصوص.

### مكافحة المتفجرات
تعنى المديرية بالتعامل مع المتفجرات من تفكيك وأزالة الكيبلات عن المتفجرات

### مكافحة الشغب
هي وحدة الشرطة المدنية أو العسكرية، المتمثل دورها في السيطرة على أعمال العنف خلال المظاهرات والانتفاضات أو أعمال الشغب. واعتقال الناس الذين يشاركون في أعمال شغب، مظاهرة، أو الاحتجاج.

### الشرطة المجتمعية
تأسست الشرطة المجتمعية في العراق عام 2008. وفي عام 2019 تم ربطها بمكتب وزير الداخلية، تحديداً دائرة العلاقات والإعلام في الوزارة. وابرز مهامها هي معالجة حالات تعنيف النساء والرجال والاطفال داخل الاسر، ومعالجة حالات هرب الفتيات والاطفال من المنازل، وتنظيم ورش عمل وندوات بموضوع الجانب التوعوي والتثقيف من العنف والاشاعات.

## الزي

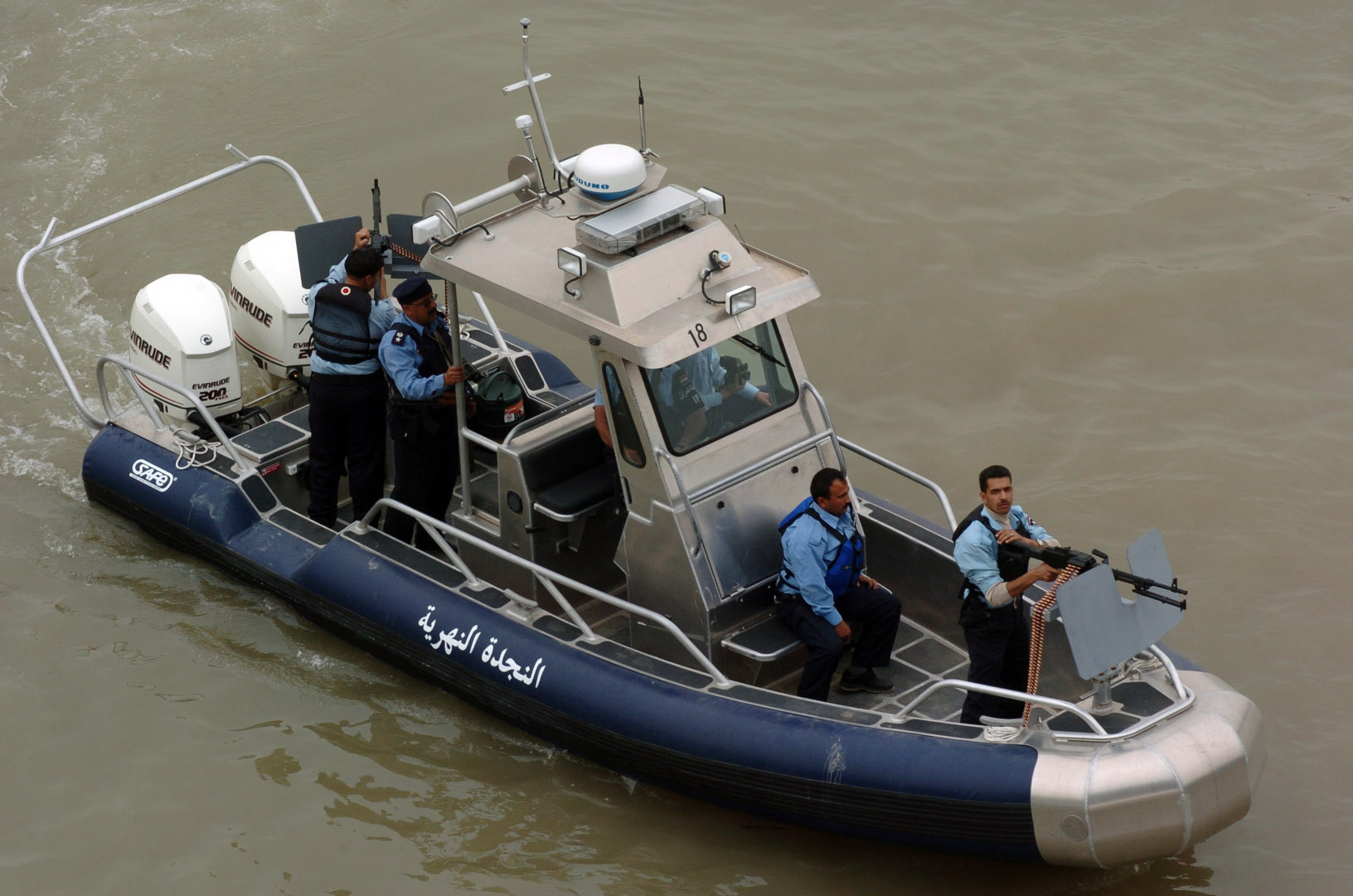
وحدة دوريات الشرطة العراقية على نهر دجلة في قارب الآمن الدولي 230 T-الأعلى

تأثر الزي الرسمي للشرطة العراقية بالازياء والثقافة للمجتمع العراقي مع التميز باللون الموحد والمميز عن اللباس المدني.
الزي الرسمي للشرطة العراقية بعد عام 2003 يتكون عادة من قميص طويل الأكمام أزرق فاتح (الأزرق السماوي) مع بنطلون أزرق داكن (كحلي)، الزي القتالي لقوة الشرطة يكون زي أزرق مموه (مثل بحرية الولايات المتحدة). للدلالة على وضعهم باعتبارهم ضباط الشرطة، فقد كان معروفا لارتداء قبعة بيسبول زرقاء داكنة مع «الشرطة» في حروف بيضاء. كما عليهم ارتداء براسار الأزرق على الذراع الأيسر، مع العلم العراقي المطرز على ذلك، جنبا إلى جنب مع «الشرطة العراقية» تنقش عليها باللغتين الإنجليزية والعربية، إلى جانب الدروع وخوذ.
الشرطة الاتحادية ترتدي زيا يتكون من منقطة بالأسود والأزرق زي التمويه على غرار الجيش الأميركي القتال الموحدة التمويه العالمي نمط، والذي يتضمن قبعة بيسبول، والدروع وخوذ خوذة. FOR تصدر زي مرة واحدة اكتمال ضابط التدريب، وضباط التي لم تخضع لتدريب يمكن العثور عليها في مجموعة متنوعة من الزي الرسمي بما في ذلك التمويه الغابات. ويتم تنظيم الضباط FP إلى ألوية، وتغطي المناطق الجغرافية.
شارة رتبة لIPF لانه مطابق للجيش العراقي مع التغيير الوحيد هو أن لوحات الكتف هي نفس لون قميص الضابط. وهذا له أيضا استثناء في ذلك لوحات المكتب IPS الكتف مظلمة نفس اللون الأزرق كما السراويل، وقبعة وبراسار.

### الزي الرسمي لقوى الأمن الداخلي العراقي كما ورد في القانون المنشور في جريدة الوقائع.[9]

#### بزة الاحتفالات الرسمية
أولا: سروال نيلي وسترة نيلي وقميص ازرق مع رباط اسود مع قاردون فضي يحمل تَريشَتين فٌضيتيَن تثبت كل منهما على قطعة قماش (بنيقة) ذات لون اسود مثبت عليها مايأتي:
أ. سعفة فضية اللون بطول (40ملم) اربعين مليمتر للضابط برتبة فريق أو لواء.
ب. شريط مجدول من القصب فضي اللون يعلوه زر بقياس (8مل) ثمانية مليمتر للضابط برتبة (عميد).
جـ. شريط مجدول من الحرير فضي اللون يعلوه زر بقياس (8ملم) ثمانية مليمتر للضابط برتبة (عقيد).
ثانياً- تكون الكاسكيتة باللون النيلي تحمل شعار جمهورية العراق ذات واقية باللون الأسود ويطرز عليها صفين من القصب باللون الفضي للضابط برتبة (عميد) فما فوق، وغصن زيتون واحد للضابط برتبة (عقيد ومقدم)، وبدون تطريز للضابط برتبة (رائد) فما دون.
يكون غطاء الرأس في غير الاحتفالات الرسمية وفقا لما يأتي:
1. بيرية سوداء مثبت عليها شعار الشرطة وتعد غطاء الرأس الرسمي لرجل الشرطة.
2. بيرية حمراء مثبت عليها شعار الشرطة، وتعد غطاء الرأس الرسمي للتشكيلات المرتبطة بوكيل الوزارة لشؤون الاستخبارات والتحقيقات الاتحادية ومديرية امن وسلامة الوزارة وفرقة التدخل السريع.
3. كاسكيتة نيلية اللون تحمل شعار جمهورية العراق وتعد غطاء الرأس الرسمي لمديرية المرور.

#### بزة طلاب الكلية العسكرية كلية الشرطة ومعاهد قوى الأمن الداخلي
يكون زي طلاب كلية الشرطة ومعاهد قوى الأمن الداخلي وفقاً لما يأتي:
أ. بزة عرضات صيفية ذات لون صحراوي مرقط ونطاق اسود مع بيرية سوداء وحذاء اسود ذي ساق طويل.
ب. بزة عرضات شتوية ذات لون خاكي غامق (قهوائي) مرقط ونطاق اسود مع بيرية سوداء وحذاء اسود ذي ساق طويل.
جـ. بزة داخلية صيفية وتتكون من سروال ذي لون خاكي فاتح وقميص ابيض نصف كم مع اشرطة حمراء للقدمين مع بيرية سوداء وحذاء اسود ذي قيطان.
د. بزة داخلية شتوية وتتكون من سروال نيلي اللون وقميص سمائي بكم كامل مع بلوز جيرسي نيلي ورباط عنق اسود وحذاء اسود ذي قيطان.
هـ. بزة نزول وتتكون من سروال نيلي اللون مع سترة نيلية ذات ازرار فضية تحمل شعار جمهورية العراق وقميص ازرق مع رباط اسود مع قاردون فضي منفرد الشاهول ومهماز (عصا التبختر) اسود اللون بطول (60 سم) ستين سنتيمتر ذي أكَرة فضية مع كاسكيتة نيلية تحمل شعار جمهورية العراق مع حذاء اسود ذي ساق قصير.
توضع فوق الجيب الأيمن للبزات قطعة تعريف معدنية ذات لون فضي ومؤطرة باللون الذهبي ويثبت عليها باللون الأسود اسم الطالب واسم الكلية اوالمعهد الذي ينتسب اليه.

#### بزة المكتب
1. تكون البزة الرسمية لرجل الشرطة عند ممارسته لمهام ادارية أو مكتبية ذات لون خاكي صيفاً وخاكي غامق شتاءً مع حذاء ونطاق اسود، ويكون زيه عند تكليفه بالواجبات الرسمية حسب اختصاص ومهام التشكيل التابع له.
2. تكون بزة رجل الشرطة من العاملين في الدوائر الرقابية (مكتب المفتش العام، مديرية امن العاملين (الافراد)) هو الزي المقرر لتلك الدوائر.
3. تكون البزة الرسمية للمرأة من الضباط أو المراتب في قوى الأمن الداخلي وهو الزي المقرر بموجب احكام هذه التعليمات وحسب التشكيل الذي تعمل فيه، ولها ارتداء التنورة أو الجبة بدلا عن السروال، وارتداء الحجاب على أن تضع غطاء الرأس فوقه مع مراعاة الاحتشام في جميع الاحوال.
4. يكون زي رجل الشرطة من العاملين في حماية المستشفيات والمراكز والعيادات الطبية الحكومية ذا لون نيلي وبيرية سوداء وحذاء اسود ذي قيطان.

## الرتب
لاتختلف رتب الشرطة العراقية عن رتب القوات المسلحة العراقية من حيث الرموز، وتتميز عن رتب القوات المسلحة بلون الرموز حيث تكون رموز رتب الشرطة باللون الأبيض، وكذلك يحمل الضباط نفس أسماء ضباط الجيش مع إضافة صنف المنتسب إلى الرتبة (عقيد مرور، رائد دفاع مدني، وهكذا).

### رتب ورموز الضباط (الشرطة العراقية) من الأعلى إلى الأدنى
- فريق: رمز الرتبة النسر الجمهوري أسفله نجمة خماسية واحدة أسفلها سيفان متقاطعان.
- لواء: رمز الرتبة النسر الجمهوري اسفله سيفان متقاطعان على الكتف.
- عميد: رمز الرتبة النسر الجمهوري أسفله ثلاث نجمات خماسية بشكل مثلث قاعدته في حافة الكتافية على الكتف.
- عقيد: رمز الرتبة النسر الجمهوري أسفله نجمتان خماسيتان على الكتف.
- مقدم: رمز الرتبة النسر الجمهوري أسفله نجمة خماسية على الكتف.
- رائد: رمز الرتبة النسر الجمهوري على الكتف.
- نقيب: رمز الرتبة ثلاث نجمات خماسية على الكتف.
- ملازم أول: رمز الرتبة نجمتان خماسيتان على الكتف.
- ملازم: رمز الرتبة نجمة خماسية واحدة على الكتف.

| فريق أول | فريق | لواء | عميد | عقيد | مقدم | رائد | نقيب | ملازم أول | ملازم |
| -------- | ---- | ---- | ---- | ---- | ---- | ---- | ---- | --------- | ----- |
|          |      |      |      |      |      |      |      |           |       |

### رتب ورموز المفوضين (الشرطة العراقية) من الاعلى إلى الأدنى
- مفوض درجة اولى: رمز الرتبة النسر الجمهوري يثبت على قطعة سوداء على البنيقة.
- مفوض درجة ثانية: رمز الرتبة ثلاث نجمات خماسية وخط معدني تثبت على قطعة سوداء على البنيقة.
- مفوض درجة ثالثة: رمز الرتبة ثلاث نجمات خماسية تثبت على قطعة سوداء على البنيقة.
- مفوض درجة رابعة: رمز الرتبة ثلاث نجمات خماسيتان وخط معدني تثبت على قطعة سوداء على البنيقة.
- مفوض درجة خامسة: رمز الرتبة نجمتان خماسيتان تثبت على قطعة سوداء على البنيقة.
- مفوض درجة سادسة: رمز الرتبة نجمة واحدة خماسية وخط معدني تثبت على قطعة سوداء على البنيقة.
- مفوض درجة سابعة: رمز الرتبة نجمة واحدة خماسية وخط معدني تثبت على قطعة سوداء على البنيقة.
- مفوض درجة ثامنة: رمز الرتبة قطعة سوداء على البنيقة.

| مفوض من الدرجة الثامنة | مفوض من الدرجة السابعة | مفوض من الدرجة السادسة | مفوض من الدرجة الخامسة | مفوض من الدرجة الرابعة | مفوض من الدرجة الثالثة | مفوض من الدرجة الثانية | مفوض من الدرجة الأولى |
| ---------------------- | ---------------------- | ---------------------- | ---------------------- | ---------------------- | ---------------------- | ---------------------- | --------------------- |
|                        |                        |                        |                        |                        |                        |                        |                       |

### رتب ورموز ضباط الصف من الأعلى إلى الأدنى
- رئيس عرفاء: رمز الرتبة أربع أشرطة.
- عريف: رمز الرتبة ثلاث اشرطة.
- نائب عريف: رمز الرتبة شريطان.
- شرطي أول: رمز الرتبة شريط واحد.

| شرطي | شرطي أول | نائب عريف | عريف | رئيس عرفاء |
| ---- | -------- | --------- | ---- | ---------- |
|      |          |           |      |            |

## المخاطر التي تواجهها الشرطة العراقية

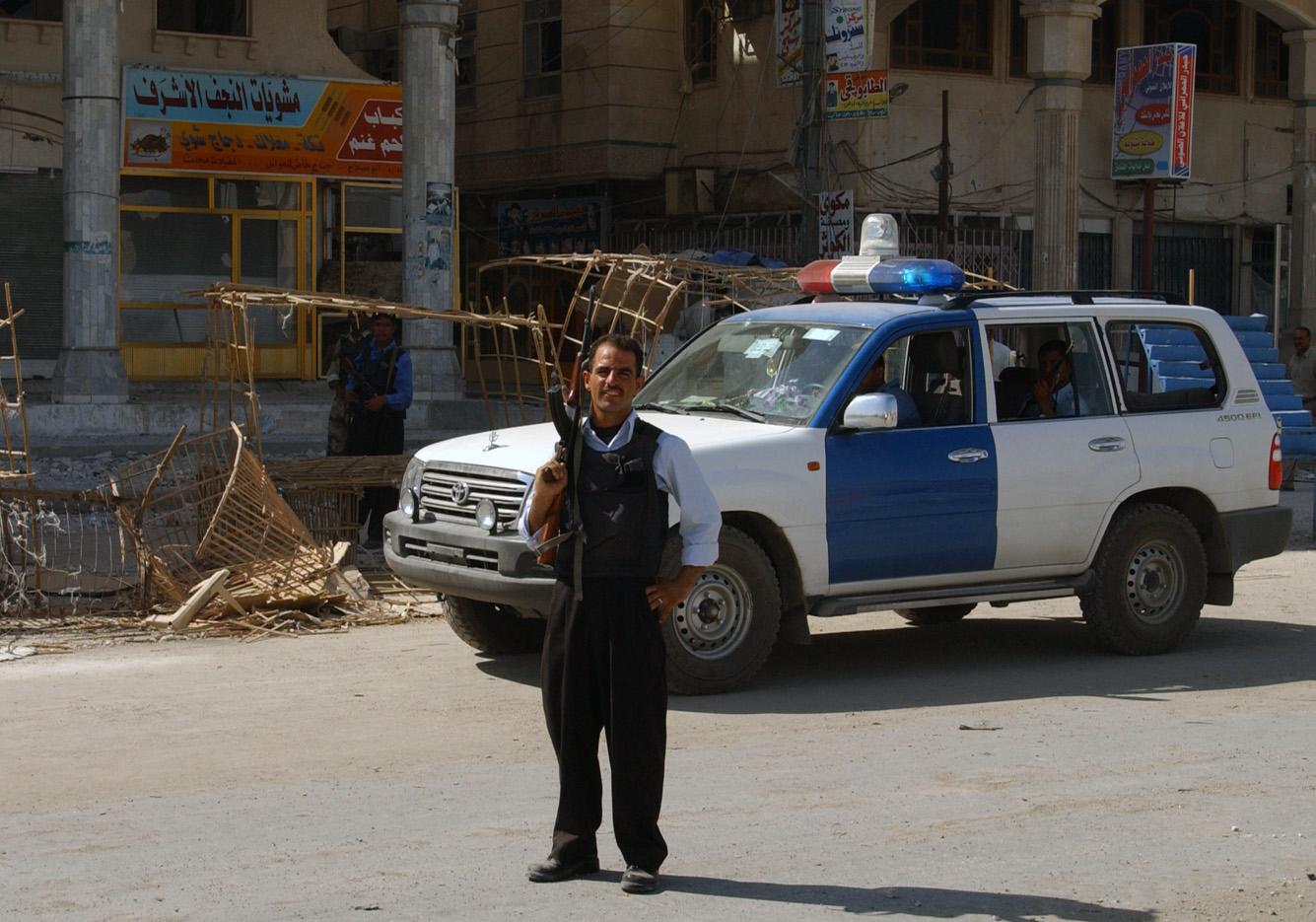
ضباط الشرطة العراقية بدوريات في وسط مدينة النجف.

وقد واجهت الشرطة العراقية العديد من المشاكل منذ إصلاحها من قبل سلطة التحالف المؤقتة بعد سقوط بغداد، فقد أصبح هدفاً للمقاتلين من داخل، وخارج العراق مع عدة آلاف من الضباط الذين قتلوا على يد مجموعة من إطلاق النار والتفجيرات التي كتبها العراقي وكان المتمردون، والارهابيون الاجانب وفي بعض الحالات، بنيران صديقة من قبل قوات التحالف. ما يقدر بنحو 4,250 تخدم ضباط الشرطة العراقية قتلوا بين يناير عام 2005 ومارس 4 2006. نظرا لارتفاع بدلا مستويات البطالة في العراق، كان هناك عدد من الرجال على استعداد عراقي شاب على استعداد للانضمام إلى للقيام بهذه المهمة. وقتل عدد كبير حتى قبل سحب على الزي بعد أن قتل كل من الانتحاريين والسيارات المفخخة الانتحارية في حين يصطفون في محطات تجنيد الشرطة.
شهدت IP أيضا تسلل من صفوفه قبل المسلحين من مختلف مظاهر ودوافع. مع الوصول إلى المعلومات متميز والتدريب والأسلحة التي استخدمت القوة لصالحها التكتيكية. وقد هاجم العديد من مراكز الشرطة، تفجيره، كان يمتلك أسلحة سرقت منهم وأحيانا المحتلة من قبل أولئك الذين يعارضون الحكومة العراقية. ونتيجة لذلك، قد تخلت عن العديد من ضباط الشرطة وظائفهم.
اعتبارا من 7 أكتوبر 2006، وقد هجر 12,000 الشرطة العراقية، مع 4,000 قتل.

## الشرطة العراقية والقانون الإسلامي
بدأ النظام البعثي لزيادة دور الإسلام في الحكومة خلال 1990 في وقت مبكر، مع التعليم الديني المطلوبة في المدارس، والسماح جرائم الشرف واللجان الدينية لإطلاق السراح المشروط الجيران ومعاقبة الناس الذين يعتبرون أن تنتهك الأعراف التقليدية (أي الانخراط في الزنا، والزنا، الشذوذ الجنسي أو اللواط). واصلت بعض من هذا في حكومة ما بعد البعثية.
ينص الدستور على أن الإسلام هو الدين الرسمي، يجب سن قوانين تتفق مع الأخلاق الإسلامية والتي يجب أن الأحكام الدستورية للحقوق والحريات المدنية محدودة وفقا للأعراف العامة، وهو ما يعني الإسلام. العديد من الشرطة العراقية وزارة الداخلية أفراد لهم صلات الإسلامي الأصولي لواء بدر، التي كانت تعطي فسحة لمعاقبة أشخاص يشتبه في الفجور.
في البصرة مثلا أفيد بأن الشرطة تحرس متنزه محلي تبذل أي محاولة لوقف مجموعة مسلحة من الضرب المبرح امرأتين ومن ثم اطلاق النار بالرصاص صديق عراقي من الذكور لهم. وقد قيل أن الدافع للهجوم كان الاختلاط بين الرجال والنساء في مكان عام. في بعض الحالات قيل أن جماعات مسلحة تشارك في هذه وغيرها من الاغتيالات السياسية كانت في الواقع ضباط الشرطة.

## من الشرطة العراقية والحكومة العراقية
كما اتهم الحكومة العراقية من استخدام (أو التغاضي) الشرطة ومجموعات أخرى لتنفيذ عمليات قتل وخطف السنة العراقيين الطائفية. في ديسمبر 2005 وجدت وزارة الداخلية العراقية نفسها مركز الانتباه عندما عثرت القوات الأمريكية على 625 من السجناء محتجزون في ظروف «مكتظة جدا» في مبنى وزارة الداخلية في بغداد. اثني عشر من هؤلاء السجناء تم اثار تعذيب خطيرة وآيات آخر كثيرة من سوء التغذية. وأفيد أن الشرطة المغاوير كانت مسؤولة عن بعض السجناء. [بحاجة لمصدر]
هذه القصة يخدم فقط لتقديم وزنا لهذه الاتهامات وزرع المزيد من عدم الثقة في قوة الشرطة. وعدت إلى تقرير النتائج في المبنى الرئيس العراقي إبراهيم الجعفري في نهاية ديسمبر 2005، ولكن اعتبارا من 4 مايو 2006 قد صدر أي تقرير. كما أنها حالة أن المجموعات بالتسلل إلى الشرطة العراقية قد سرقت الزي الرسمي وتنفذ عمليات الخطف والقتل في حين يرتدي زي الشرطة. عند الجمع بين هذه الإجراءات مع تلك من أفراد قوات الشرطة بتنفيذ عمليات قتل خارج رمز الخاصة بهم السلوك غالبا ما يكون من الصعب جدا تحديد بالضبط من هو المسؤول.
أصدرت وزارة الخارجية الأمريكية في عام 2006 تقرير حقوق الإنسان التي اتهمت قوات الشرطة العراقية من الفظائع على نطاق واسع.
تفكيك الحكومة العراقية في أكتوبر 2006 لواء الشرطة كاملة لأن لديهم اتصالات مع أسراب الموت الطائفية. بدلا من القتال ضد فرق الموت، ساعدت الشرطة لهم. تم نقل اللواء إلى تفكيك قاعدة أمريكية حيث سيتم إعادة تعليما عن وظيفة الشرطة الخاصة بهم. سوف ألوية الشرطة الأخرى تخضع للتحقيقات الداخلية لأي اتصال مع فرق الموت أو مجموعات أخرى.
في 14 نوفمبر عام 2006، تم اختطاف بعض العاملين في وزارة التربية والتعليم العالي من قبل المسلحين الذين يشتبه أن لهم صلة ميليشيات شيعية والشرطة العراقية. خلال ذلك الصباح، الخاطفين الذين كانوا يرتدون زي الشرطة صدر مؤخرا العراقية داهمت مبنى وزارة التعليم العالي واستولوا على 100 رجل أثناء وضح النهار. كانت هناك تقارير تفيد بأن المركبات التي حملت الرهائن مرت عبر نقاط تفتيش للشرطة العراقية دون توقف. وقال المتحدث باسم وزارة الداخلية أن هناك تقارير تفيد بأن الرهائن الباقين كانت قد تم نقلها إلى مدينة الصدر معقل ميليشيا شيعية في شرق العراق. على الأقل يجري التحقيق عدد من كبار ضباط الشرطة العراقية. يدعو هذا الحادث في مسألة الروابط بين ميليشيات شيعية والشرطة العراقية حيث القوة الحقيقية لقوات الأمن العراقية تكمن، والتوترات بين السنة وتسيطر عليها وزارة التعليم العالي ووزارة التي يسيطر عليها الشيعة الداخلية.

## عدد تخدم ضباط الشرطة العراقية

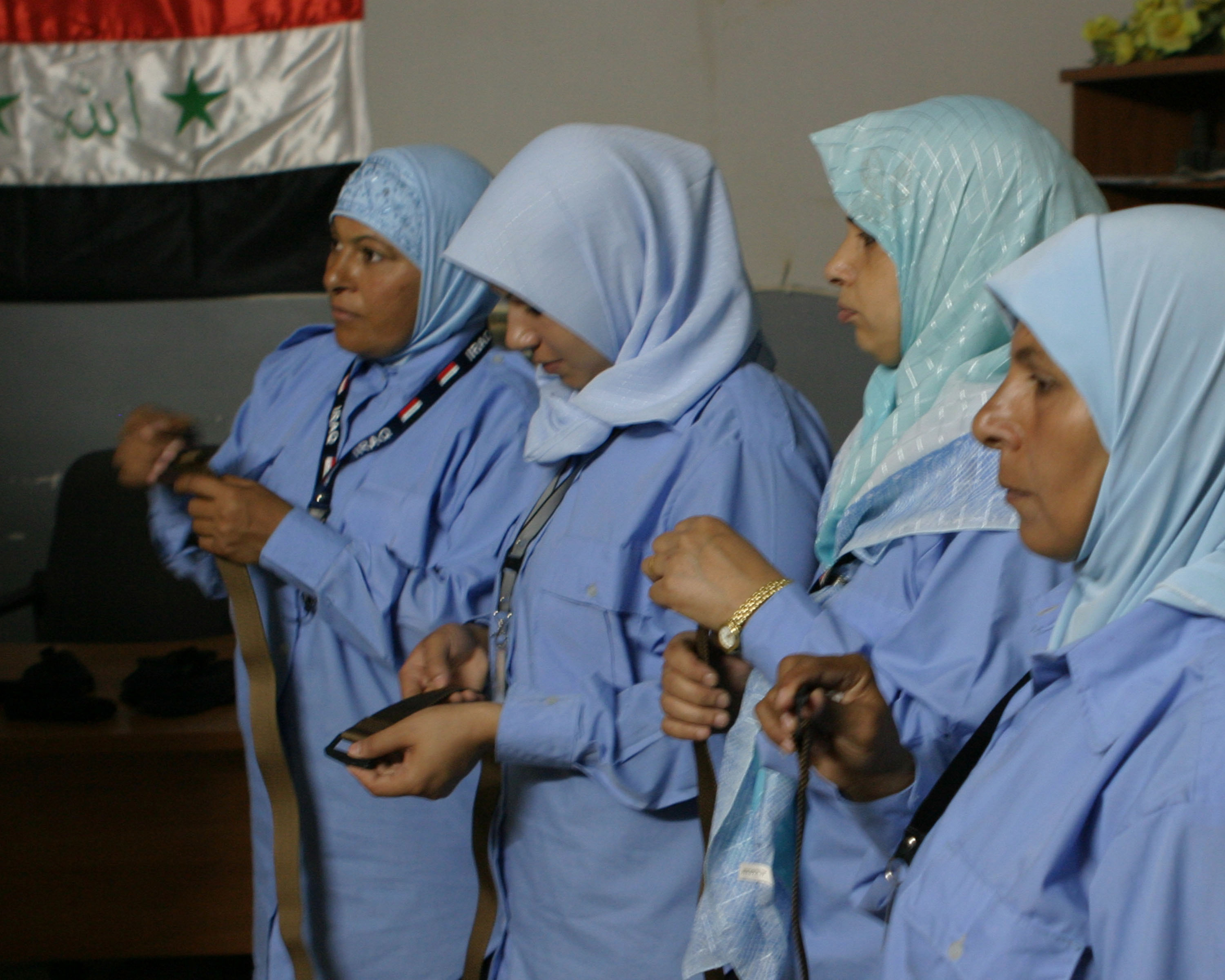
الشرطة النسائية العراقية، 2007

العدد الفعلي للشرطة من الصعب المعروف لقياس، لأن قادة الشرطة المحليين قد وحة أعدادهم للحصول على مزيد من التمويل لمحطاتهم، والناس قد ينجرف ويخرجون من الخدمة. مجموع الأجور لوزارة الداخلية يتجاوز 300,000، ولكن الكثير من هؤلاء ليسوا في الخدمة في أي وقت معين.
اعتبارا من منتصف عام 2007، يعمل حوالي 25,000 الشرطة الوطنية وقوات الشرطة الوطنية ". هذا الرقم مضلل بعض الشيء، ومع ذلك، لأن الثلث على الأقل، ويصل إلى نصف للمعايير المهنية الوطنية هم في إجازة في أي وقت واحد.

## عدد الوفيات الشرطة العراقية
كما في 24 ديسمبر 2005، تم الإعلان من قبل الحكومة العراقية وزير الداخلية جواد البولاني، أن 12,000 من رجال الشرطة لقوا حتفهم في العراق في أداء واجبهم منذ الغزو الذي قادته الولايات المتحدة في عام 2003.

## فرق الشرطة الانتقالية (PTT)/الشرطة الانتقالية فرق الخاصة/الوطنية الانتقالية فرق الشرطة (PTT/NPTT)
عملية تحجيم كبيرة أجرتها قوات التحالف للمساعدة في حفظ الأمن وتدريب الشرطة العراقية (IP) والشرطة الخاصة / الوطنية العراقية. PTT هي تقليديا فرق الشرطة العسكرية في الجيش الأمريكي مخصصة لمراكز الشرطة العراقية في العراق. الفرق تسيير دوريات مشتركة مع الشرطة العراقية، حصة محطة الدفاع، وجمع عدد من المعلومات المحطة، والاستخبارات لمكافحة الإرهاب. فرق الولايات المتحدة النائب عادة ما تتطور الثقة العلاقات مع البرامج المتكاملة وتجري الشرطة المجتمعية في جميع أنحاء العراق معا. وقد ساعدت الدوريات المشتركة وقوة PTT كبح العنف، وزيادة الاحترام والصورة المهنية لقوات الشرطة العراقية. في وقت لاحق في البرنامج، بدأت واجبات المراد شغلها من قبل أعضاء قوات الأمن السلاح الجوي الأميركي. جنبا إلى جنب مع معظم فرق الشرطة الانتقالية، كان ضابط الشرطة الدولية الاتصال (IPLO) الحالي. وشهدت IPLO غاية ضباط السلام الأمريكي للمساعدة في التدريب بعد الأكاديمية من البرامج المتكاملة. وقد لعبت البعثة دورا حيويا في قدرة العراق على حراسة وحماية خاصة بها، مما يزيد من طول الإجراءات المتوقعة لتأمين العراق.
فرق الشرطة الوطنية الانتقالية (NPTT) هي رجل 11 فرق الانتقال العسكرية جزءا لا يتجزأ من وحدات الشرطة الوطنية العراقية على الصعيدين الكتائب والألوية، وتقسيم، ومقر السلك. حاليا، وبموارد هذه الفرق من قبل الجيش الاميركي ومشاة البحرية الأمريكية. مثل PTT، ويساعد كل فريق قبل IPLO وفي أي مكان 1-6 المترجمين المحليين.

## معدات
ويتم تدريب أفراد الشرطة العراقية في استخدام، وأصدر، ومسدس غلوك 19 وأسلحة شخصية للحماية. للأعلى قوة النيران، فإنها يمكن أيضا أن تحمل بندقية أو حتى بندقية AK-47 في دورية. للعمليات البحرية وتجهيز الشرطة العراقية الآمن قارب الدولي 230 T-الأعلى زوارق دورية.

## وصلات خارجية
- وزارة الداخلية العراقية
- Iraqi Federal Police official website
- Policing Post-War Iraq: Insurgency, Civilian Police, and the Reconstruction of Society - By Mathieu Deflem and Suzanne Sutphin, published in Sociological Focus, Vol. 39(4), November 2006.
- Iraqi police deaths 'hit 12,000'
- Fixing the Interior Ministry and Police in Iraq USIP September 2007
- PBS FRONTLINE: GANGS OF IRAQ April 17, 2007